# Eraldo Pizzo
Eraldo Pizzo   (Gènova, 21 d'abril de 1938) és un waterpolista italià, ja retirat, que va competir entre finals de la dècada de 1950 i començament de la de 1980.
El 1960 va prendre part en els Jocs Olímpics d'Estiu de Roma, on va guanyar la medalla d'or en la competició de waterpolo. Als Jocs de 1964 i 1968 fou quart en la mateixa competició, mentre el 1972 fou sisè.
En el seu palmarès també destaquen tres medalles als Jocs del Mediterrani, d'or el 1955 i 1963, i de plata el 1959. Durant la seva dilatada carrera esportiva guanyà 16 lligues italianes de waterpolo, quinze amb el Pro Recco, equip que del 1966 al 1974 compaginà la figura de jugador amb la d'entrenador, i una amb el Bogliasco, així com una Copa d'Europa (1965). Una vegada retirat, el 1982, fou president del Pro Recco durant tres anys.
El 1990 fou inclòs a l'International Swimming Hall of Fame i el 2015 al Passeig de la Fama del CONI.